# 瞬間接着剤
瞬間接着剤（しゅんかんせっちゃくざい）とは、対象物を瞬間的に接着する接着剤である。この記事では、代表的な瞬間接着剤である有機化合物のシアノアクリレート（cyanoacrylate）を主成分としたシアノアクリレート系瞬間接着剤について述べる。
シアノアクリレート系瞬間接着剤は、対象物の片面に点状に付け、もう片方の対象物に押し付け広げられるとすぐに、空気中などの水分に瞬間的に反応して硬化し接着する。さらっとした水状のものが容器に入っている製品が多いが、ゼリー状のものもある。ゼリー状のものは垂れにくいので、垂直面での使用などに使う。日本ではアロンアルフア（製造：東亞合成、発売：コニシ）が、一般にあり得ないもの同士を接着するなどの印象的なテレビCM戦略により、広く一般に普及した。他社製品に、セメダイン製（ヘンケル（Henkel）のロックタイト（Loctite）ブランドで発売）、工業用では、アルテコ製、デンカ（旧：電気化学工業）製のハードロックなどがある。また、近年（2017年現時点）では当初無色だった液剤に染料等での着色をしたものもある。

## 接着の仕組み
シアノアクリレートは一般にはモノマーの状態であり、水のような粘性の低い液体であるが、接着するものに付着しているほんのわずかな水分によってシアノアクリレートが瞬間的に重合を開始し、ポリマーとなって一瞬で接着される。汎用品も金属用品も主成分はシアノアクリレート100%と記されているが、実際には1%に満たない各種成分が添加されており、これが用途別の特性を生み出している。
接着時に硬化促進剤（主成分はトルイジン）を使用することで通常よりも短時間で強力に接着することができる。
アセトンを用いると接着部分をはがすことができる。

## 用途
- 表面が平滑な金属、硬質プラスチック、ゴム同士の接着では、接着面に対して垂直方向の剥がす力に対しては極めて強い（接着面に平行な方向の力に対しては幾分弱い）。ただし衝撃には弱いため、半永久的な目的の接着には向かない（耐衝撃性を高めた接着剤もあるが、硬化時間は10分を超えるものもある）。また、吸収性の高い木材や密着性の低い曲面等では接着性能が著しく劣る（この欠点を補う為の補剤〈プライマー〉を付属したタイプもある）。
- 化石などの発掘の際、仮止めに用いられることもある。
- 医療用接着剤として、手術等に用いられるほか、医療用の水絆創膏（みずばんそうこう)、液体絆創膏の代替としてあかぎれ・小きりきず・さかむけ・靴ずれ・ひび等の治療に使われることがある。処置後は（水に濡れても）滲みない、剥がれにくいことから一部の剣道愛好家、格闘家に熱烈なファンがいる。なお塗布時には一瞬滲みる。
- 重曹もしくはタルク粉末と組み合わせることにより、接着部の肉盛り補強や、隙間を埋めるような接着ができる。また、速乾性のキャスト剤として使用することができる（重曹やタルク等に限らず、瞬間接着剤が使用できる物質の削りかすでも使用できるが、後述の化学繊維と同じように発熱する危険性があるので注意が必要である）上、この加工では総硬化時間が当初より延長されるので、本来の瞬間硬化とは行かなくなる（ただし硬化反応速度は早いので、硬化が始まると固着時間も短くなるのはエポキシ樹脂系二液混合型接着剤等と同じである）が、ゼリー状接着剤と似た特性となるためにそれまでの位置調整や加工の自由度が高くなる。硬化時間の変動はメディウムとなる粉末（重曹やタルク等）の混合率で調整する。

## 注意点
- 子供のイタズラや接着剤の液漏れなどで、指同士を接着して取れなくなる事故がしばしば発生する。ぬるま湯の中で接着部を動かさずゆっくり揉みほぐすようにする。専用の剥離剤も市販されているが、有機溶剤を含むので取り扱いには注意が必要である。
- 身体の危険な箇所に接着剤をつけてしまった場合には、無理に剥がさず病院で医療用の剥離剤による対処をしてもらったほうがよい。
- 繊維、特に化学繊維に染み込むと激しく反応し、高温となるため注意が必要である[3][4]。
- 硬質プラスチックに使用すると接着面の周囲が白くなる（白化）現象が起きることがある。強く擦ると落とすことはできるが、周囲の仕上げに影響が出ることもあり、接着の際は加工の順序を考慮する必要がある（接着後に仕上げ）。また、白化部分は接着剤周囲に限られるので、液剤の使用量を最小限に抑える方法もある。その場合の補強には流し込み型の接着剤を併用したりする。
- 保管中の劣化が早い。開封後は冷蔵庫で保存すれば劣化を抑えることができる。
- 湿度によっては前述の白化現象の原因物質の重合微粉末が空中に舞う。これは独特の異臭を発し、人体にもあまりよくはない。
- 高熱源体と接触させると分解してシアン系の有毒ガスが生じるため、火気厳禁。
- しっかりと接着しようと多めに接着剤を塗布することがあるが、これはかえって逆効果である。主成分のシアノアクリレートは空気中の水分を取り込んで重合するが、多い量を塗布した場合、重合に必要な水分が不足していつまでも固まらず接着されないことがあるためである。